# 2014년 일본 그랑프리
2014년 일본 그랑프리는 2014년 10월 5일 일본 미에현 스즈카시 스즈카 국제 레이싱 코스에서 열린 포뮬러 원 2024 시즌 15번째 대회이다. 공식 대회명은 2014 포뮬러 1 일본 그랑프리(2014 Formula 1 Japanese Grand Prix)로, 서른 번째 일본 그랑프리이다.
레이스에서 2위로 출발한 메르세데스의 루이스 해밀턴이 44랩 동안 펼쳐진 레이스에서 우승하였다. 해밀턴의 팀 메이트인 니코 로스베르크가 2위, 제바스티안 페텔이 3위로 경기를 마쳤다. 이 경기는 해밀턴의 시즌 8번째 우승이자 포뮬러 원 커리어 30번째 우승이었다.
이 경기 전 해밀턴은 팀 메이트 로스베르크에 3포인트 차로 드라이버 챔피언십에서 앞서 있었으며, 메르세데스는 2위 레드불에 174포인트 차로 앞서 있었다. 태풍 판폰이 흩뿌린 폭우로 노면은 젖은 상태였으며 시야 또한 제한되었다. 세이프티 카 뒤에서 출발하는 롤링 스타트로 시작한 경주는 2랩만에 중단되었으며 20분 후에 재개되었다.
경주는 53랩으로 예정되어 있었으나, 46번째 랩에 발생한 마루시아 F1 소속 쥘 비앙키의 사고로 종료되었다. 비앙키는 43랩 째 던롭 커브에서 차량의 통제를 잃고, 직전 랩에 스핀하여 경주에서 이탈한 자우버 소속 아드리안 수틸의 차량을 치우고 있던 트랙터 크레인에 충돌하였다. 비앙키는 이 사고로 머리에 심한 부상을 입고 2015년 7월 17일 프랑스에서 사망하였다. 이는 아이르통 세나가 1994년 산마리노 그랑프리에서 사망한 이후 포뮬러 원의 첫 사망사고였다. 국제 자동차 연맹의 10인 패널이 사고를 조사하였으며, 그 결과 2015년 포뮬러 원 시즌부터 가상 세이프티 카(virtual safety car, VSC)가 도입되었다.
경기 결과는 44랩 종료 기준으로 매겨졌다. 이 경기로 해밀턴이 월드 드라이버 챔피언십에서 2위 로스베르크에 10포인트 앞서게 되었으며, 컨스트럭터 챔피언십에서 메르세데스가 레드불 레이싱에, 또 윌리엄스가 페라리에 앞선 상태로 남은 네 경기를 치르게 되었다.